# Neujahrskonzert der Wiener Philharmoniker 2022
Das Neujahrskonzert der Wiener Philharmoniker 2022 war das 82. Neujahrskonzert der Wiener Philharmoniker und fand am 1. Jänner 2022 im Wiener Musikverein statt. Dirigent war zum dritten Mal Daniel Barenboim, der das Konzert zuvor in den Jahren 2009 und 2014 geleitet hatte und der 1965 sein Debüt mit den Wiener Philharmonikern als Pianist feierte.

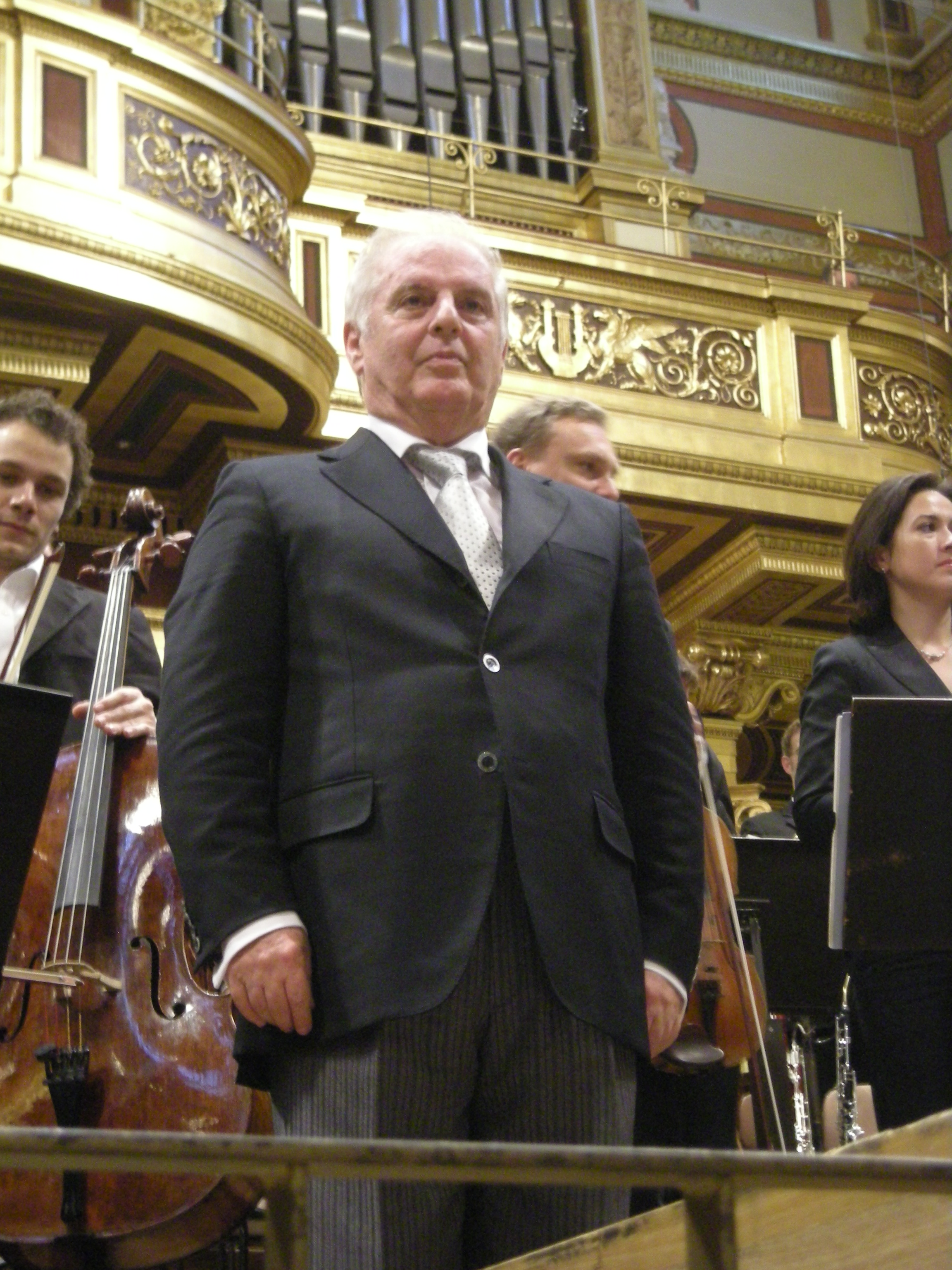
Daniel Barenboim im Wiener Musikverein (2008)

## Besonderheiten

### Ballett

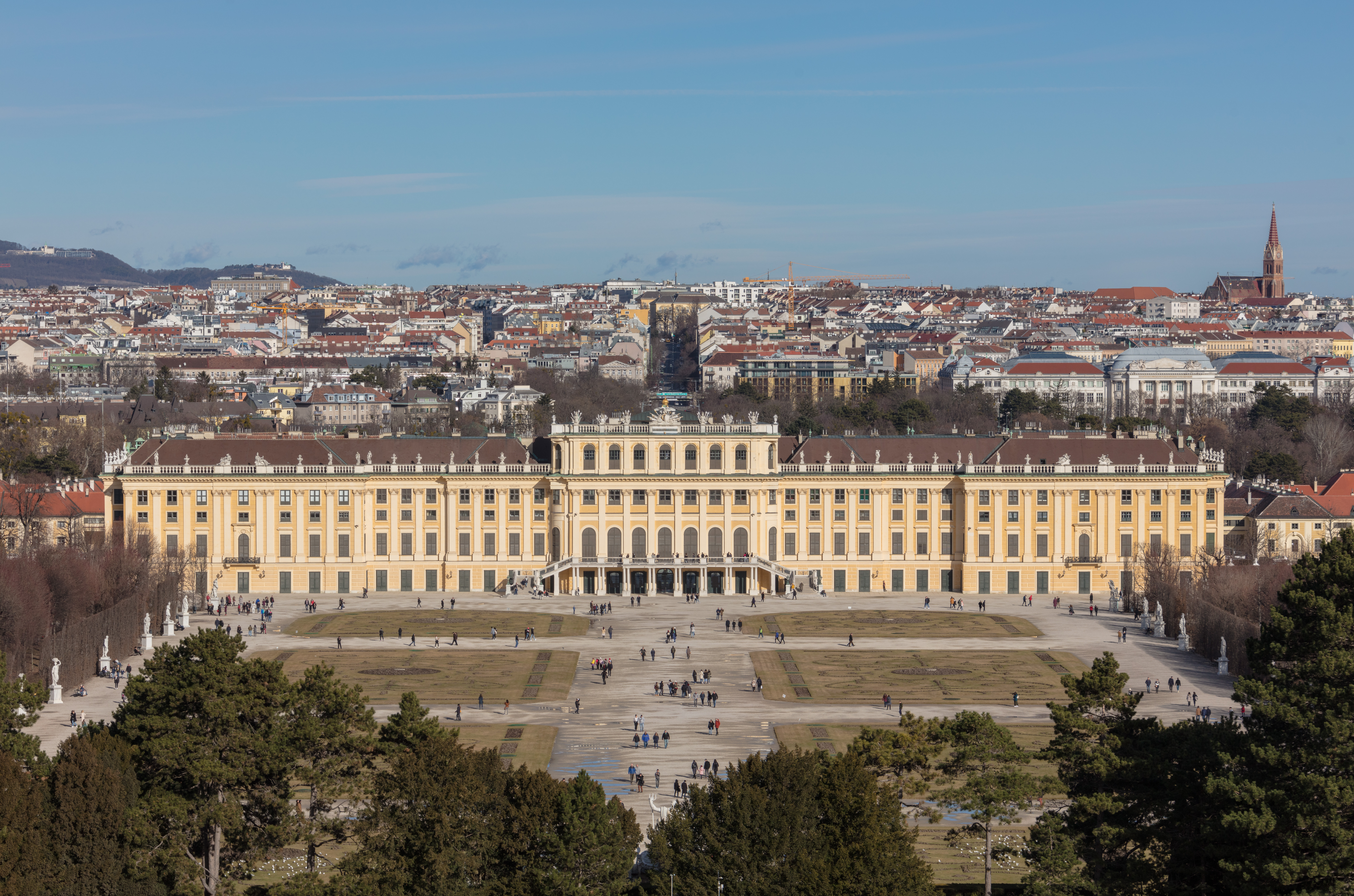
Einer der Drehorte: Schloss Schönbrunn

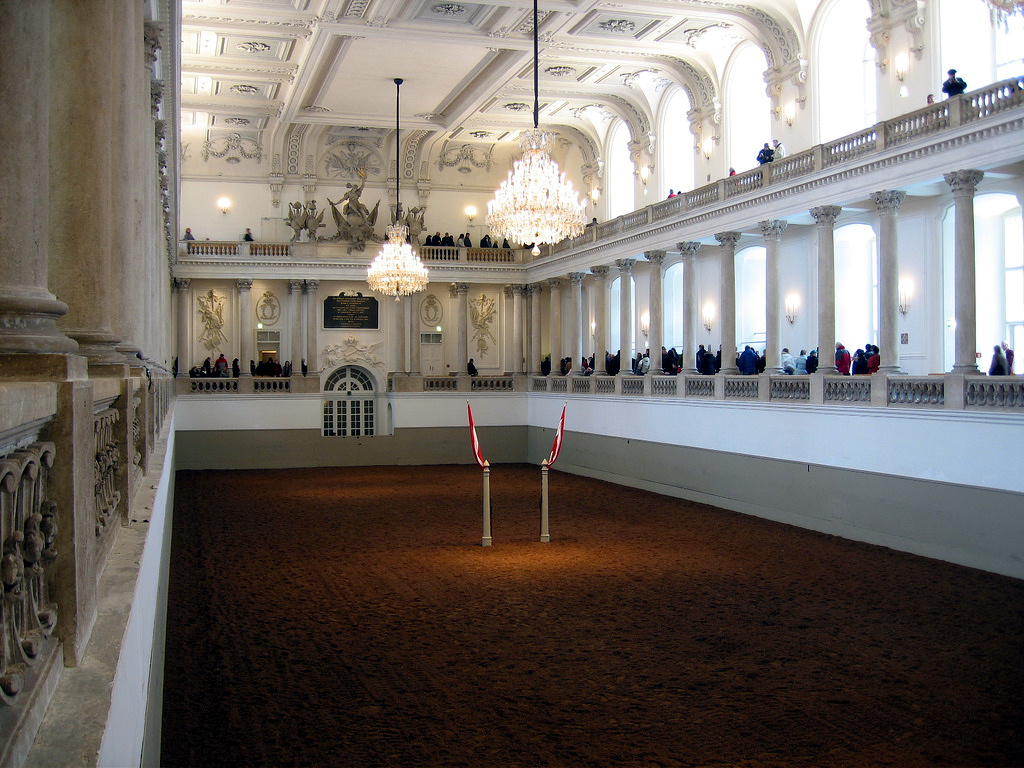
Einer der Drehorte: die Spanische Hofreitschule

Die beiden Balletteinlagen mit zehn Tänzerinnen und Tänzern des Wiener Staatsballetts wurden im Sommer 2021 unter der Regie von Michael Beyer in den Räumen und Anlagen der UNESCO-Welterbe-Kulturstätten Schloss Schönbrunn sowie der Spanischen Hofreitschule anlässlich des 50-Jahr-Jubiläums der UNESCO-Welterbekonvention und des 30-jährigen Beitritts Österreichs gedreht. Für die Choreografie zeichnete erstmals bei einem Neujahrskonzert der Ballettdirektor der Wiener Staatsoper Martin Schläpfer verantwortlich. Die Kostüme gestaltete zum zweiten Mal nach 2019 Arthur Arbesser. Michael Beyer verantwortete zum neunten Mal die Regie.
In der Schloss- und Gartenanlage von Schönbrunn samt Gloriette, die 1996 Teil des UNESCO-Weltkulturerbes wurde, entstanden die Aufnahmen zum Walzer Tausend und eine Nacht von Johann Strauss (Sohn), es tanzten Claudine Schoch, Masayu Kimoto, Marcos Menha, Ioanna Avraam, Rebecca Horner, Elena Bottaro, Daniel Vizcayo, Yuko Kato, Fiona McGee und Calogero Failla.
Die Aufnahmen zur Nymphen-Polka von Josef Strauss entstanden in der Winterreithalle der Wiener Hofburg mit acht Lipizzanerhengsten und ihren Bereitern. Die Klassische Reitkunst und die Hohe Schule der Spanischen Hofreitschule wurde 2015 in das internationale repräsentative Verzeichnis für das immaterielle Weltkulturerbe der UNESCO aufgenommen.

### Änderungen aufgrund der COVID-19-Pandemie
Im Gegensatz zum Konzert 2021 fand das Konzert 2022 wieder mit Saalpublikum statt. Aufgrund der COVID-19-Pandemie wurden keine Stehplätze vorgesehen, für Konzertbesucher galt FFP2-Maskenpflicht während des gesamten Aufenthalts im Musikverein. Am 27. Dezember 2021 wurde die Besucheranzahl auf maximal 1000 Personen beschränkt, Plätze auf Balkon und Galerie fielen weg, für den Zutritt galt die 2G-plus-Regel. Jenen 700 Kartenbesitzern, die keine Karte im Parkett hatten, wurden Plätze für 2023 reserviert.
Bundeskanzler Karl Nehammer (ÖVP) sagte die Teilnahme aufgrund der Pandemie ab, auch alle anderen ÖVP-Regierungsmitglieder der Bundesregierung Nehammer verzichteten auf den Besuch des Konzertes.
Die Wiener Polizei verhinderte eine Störaktion gegen das Neujahrskonzert, bei der COVID-19-Maßnahmen-Gegner das Konzert mit einer Lärmkulisse stören wollten. Die Polizei führte Absperr- und Sicherungsmaßnahmen durch. Vor Beginn und während des Konzerts wurden laut Polizei insgesamt rund 40 Personen wahrgenommen, die eine Kundgebung vor dem Wiener Musikverein abhalten wollten. Trommeln und Lautsprecher wurden ihnen von den Polizisten vorübergehend abgenommen.

### Sonstiges
Zum Walzer Nachtschwärmer von Carl Michael Ziehrer sangen die Wiener Philharmoniker Text („Freunderl, was denkst du denn, woll’n wir nach Hause geh‘n. Oder wir bleib’n noch hier, bist du dafür? Erst wenn der Tag erwacht, und uns die Sonn‘ anlacht, Freunderl, dann geh’n ma z’Haus, schlafen uns aus“) und pfiffen anschließend die zugehörige Melodie, wie vom Komponisten vorgesehen in der Introduktion wie auch in der Coda dieses Walzers.
Zum Walzer Morgenblätter wurden Aufnahmen aus der Wiener Innenstadt gezeigt, unter anderem vom Michaelerplatz mit Michaelerkirche und dem Monumentalwandbrunnen Macht zu Lande, vom Stock-im-Eisen-Platz mit dem Palais Equitable, vom Stephansplatz mit dem Stephansdom, vom Judenplatz, vom Uhrenmuseum, von der Kirche Maria am Gestade und vom Mozart-Denkmal.
Unter den Gästen war Bundespräsident Alexander Van der Bellen.

## Programm
Das Programm wurde am 3. November 2021 bekanntgegeben.
Sechs Werke wurden zum ersten Mal im Rahmen eines Neujahrskonzertes der Wiener Philharmoniker aufgeführt: der Phönix-Marsch, die Nymphen-Polka und die Polka Die Sirene von Josef Strauss, die Polka schnell Kleine Chronik von Eduard Strauß, der Walzer Nachtschwärmer von Carl Michael Ziehrer sowie das Charakterstück Heinzelmännchen von Joseph Hellmesberger.

### 1. Teil
- Josef Strauss: Phönix-Marsch, op. 105
- Johann Strauss (Sohn): Phönix-Schwingen, Walzer, op. 125
- Josef Strauss: Die Sirene, Polka mazur, op. 248
- Joseph Hellmesberger: Kleiner Anzeiger, Galopp, op. 4
- Johann Strauss (Sohn): Morgenblätter, Walzer, op. 279
- Eduard Strauß: Kleine Chronik, Polka schnell, op. 128

### 2. Teil
- Johann Strauss (Sohn): Ouvertüre zu Die Fledermaus
- Johann Strauss (Sohn): Champagner-Polka, Musikalischer Scherz, op. 211
- Carl Michael Ziehrer: Nachtschwärmer, Walzer, op. 466
- Johann Strauss (Sohn): Persischer Marsch, op. 289
- Johann Strauss (Sohn): Tausend und eine Nacht, Walzer, op. 346
- Eduard Strauß: Gruß an Prag, Polka française, op. 144
- Joseph Hellmesberger: Heinzelmännchen, Charakterstück, o. op.
- Josef Strauss: Nymphen-Polka, Polka française, op. 50
- Josef Strauss: Sphärenklänge, Walzer, op. 235

### Zugaben
- Johann Strauss (Sohn): Auf der Jagd, Polka schnell, op. 373
- Johann Strauss (Sohn): An der schönen blauen Donau, Walzer, op. 314
- Johann Strauss (Vater): Radetzky-Marsch, op. 228

## Besetzung (Auswahl)
- Daniel Barenboim, Dirigent
- Wiener Philharmoniker
- Daniel Froschauer, Andreas Großbauer, Violine
- Daniel Ottensamer, Norbert Täubl, Klarinette
- Sophie Dervaux, Fagott
- Anneleen Lenaerts, Harfe
- Benjamin Schmidinger, Kleine Trommel
- Thomas Lechner, Pauken
- Oliver Madas, Johannes Schneider, Grosse Trommel und Becken

## Ansprache Barenboims
„Die Pandemie ist nicht nur eine medizinische Katastrophe, sondern eine menschliche Katastrophe. Es ist eine Katastrophe, die versucht alle von uns auseinander zu dividieren. Ich denke, wir sollten uns alle ein Beispiel nehmen an dieser wunderbaren und einzigartigen Gemeinschaft.“

## Pausenfilm

### Allgemeines

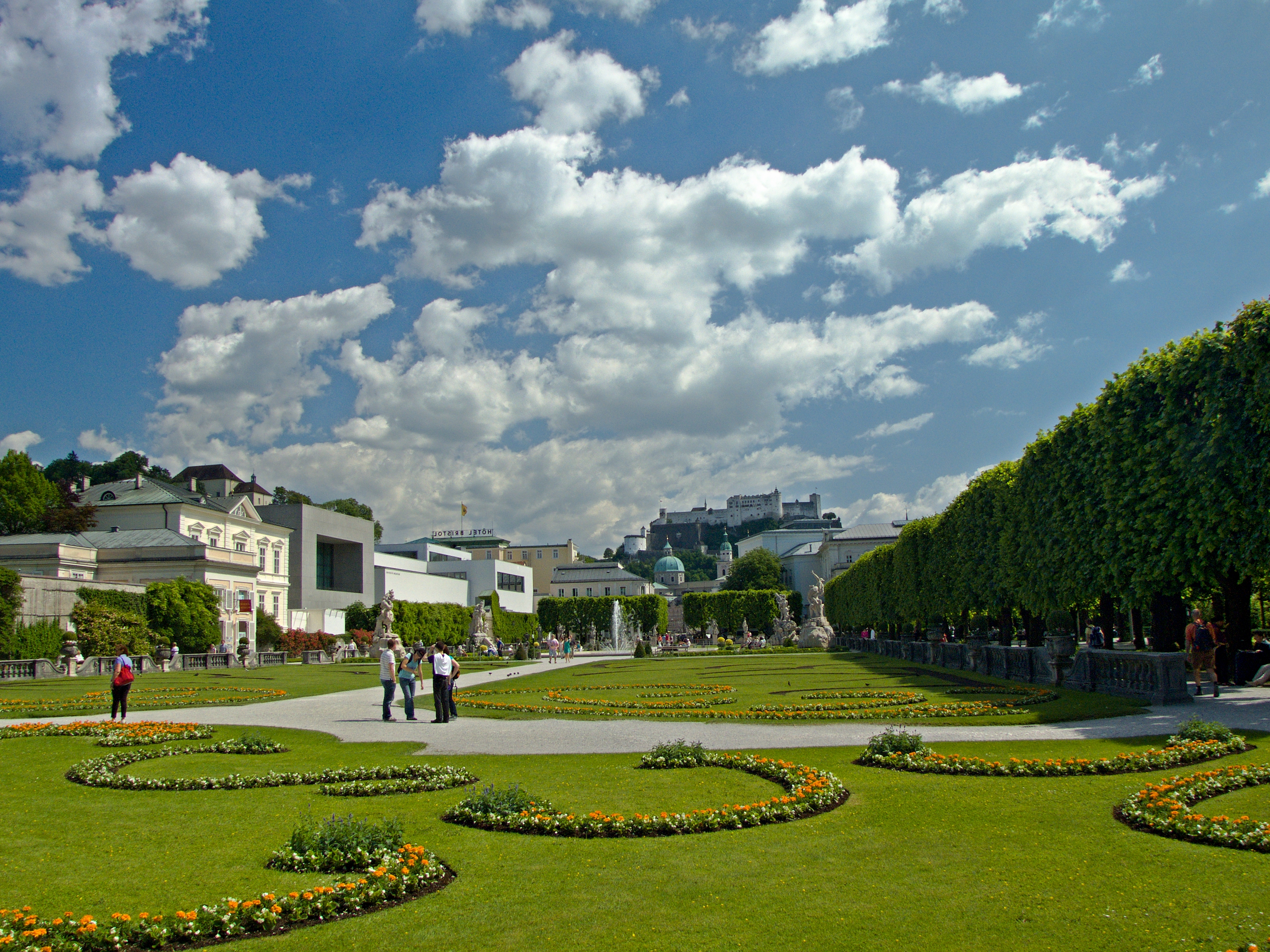
Einer der Drehorte: der Mirabellgarten in Salzburg

Der Pausenfilm mit dem Titel Mission Apollo – Österreichs Welterbe wurde von Georg Riha anlässlich der Welterbe-Jubiläen 2022 gestaltet. Darin werden die zwölf UNESCO-Welterbestätten in Österreich präsentiert, musikalisch begleitet von verschiedenen Ensembles der Wiener Philharmoniker.
Den roten Faden bildete ein Apollofalter, den eine Kamera auf seinem Weg von Welterbestätte zu Welterbestätte begleitet. Die Dreharbeiten fanden in Schönbrunn und Baden, entlang des Donaulimes, in der Wachau sowie in Graz, Hallstatt und Salzburg statt. Außerdem wurde an der Semmeringbahn, am Neusiedler See, im Nationalpark Kalkalpen, in Mondsee und am Attersee gedreht.

### Musik
- Franz Schubert: Oktektt in F-Dur, D 803, 3. Satz – Allegro vivace
  - Albena Danailova, Maxim Brilinsky (Violine)
  - Tobias Lea (Viola)
  - Tamás Varga (Violoncello)
  - Christoph Wimmer (Kontrabass)
  - Daniel Ottensamer (Klarinette)
  - Sophie Dervaux (Fagott)
  - Ronald Janezic (Horn)

- Arnold Schönberg: Walzer für Streichorchester (1897), II. Nicht zu rasch / VI. Ohne Bezeichnung / X. Nicht rasch
  - Ekaterina Frolova, Andreas Großbauer (Violine)
  - Tobias Lea, Barnaba Poprawski (Viola)
  - Peter Somodari, Csaba Bornemisza (Violoncello)
  - Ödön Rácz (Kontrabass)

- Johann Joseph Fux: Serenade in C-Dur, K352; 1. Satz, Marsch / 2. Satz, Gigue / 7. Satz, Gigue
  - Luisella Germano (Cembalo)
  - Milan Šetena, Olesya Kurylyak (Violine)
  - Elmar Landerer (Viola)
  - Raphael Flieder (Violoncello)
  - Jȩdrzej Górski (Kontrabass)
  - Clemens Horak, Herbert Maderthaner (Oboe)
  - Wolfgang Koblitz (Fagott)
  - Stefan Haimel, Jürgen Pöchhacker (Trompete)

- Diknu Schneeberger: Frische Minze
  - Kirill Kobantschenko, Liya Yakupova (Violine)
  - Michael Strasser (Viola)
  - Bartosz Sikorski (Kontrabass)
  - Diknu Schneeberger: Gitarre
  - Johannes Schneider (Schlagzeug)

- Wolfgang Amadeus Mozart: Serenade in Es-Dur, KV 375, 1. Satz, Allegro maestoso
  - Clemens Horak, Herbert Maderthaner (Oboe)
  - Matthias Schorn, Andrea Götsch (Klarinette)
  - Manuel Huber, Jan Janković (Horn)
  - Sophie Dervaux, Wolfgang Koblitz (Fagott)

## Übertragung
Für die 64. ORF-Übertragung zeichnete zum sechsten Mal Michael Beyer verantwortlich. Zum Einsatz kamen sechzehn Kameras. Die Moderation für den ORF übernahm wie in den Vorjahren Barbara Rett.

## Aufnahmen
Die Audio-Doppel-CD dieses Konzertes wurde am 14. Jänner 2022 veröffentlicht und zählt in Österreich zu den meistverkauften Alben des Jahres 2022. DVD und Blu Ray-Disc erschienen am 28. Jänner 2022.